# Reactor Centrum Nederland
Reactor Centrum Nederland (RCN) was een Nederlandse stichting met als doel "het verwerven van kennis betreffende de vreedzame toepassing van kernenergie en het beschikbaar stellen daarvan, in het bijzonder aan Nederlandse instellingen en ondernemingen".
De aanzet tot de oprichting was gegeven door de Stichting voor Fundamenteel Onderzoek der Materie (FOM), die haar onderzoeksterrein wilde uitbreiden tot kernenergie. De Tweede Kamer zag echter liever een aparte stichting. Deze werd op 6 juli 1955 opgericht door de ministers van Onderwijs, Kunsten en Wetenschap en van Economische Zaken. De stichting zou een belangrijke rol kunnen spelen in het ontwikkelen van een Nederlandse reactorindustrie; destijds werd ervan uitgegaan dat in Nederland over twintig jaar de helft van de elektriciteit door middel van kerncentrales zou worden opgewekt.
De stichting had een grote vestiging te Petten en een kleinere in Scheveningen. In Petten werd in 1962 naast de lagefluxreactor ook een hogefluxreactor in gebruik genomen.
Bij een evaluatie in 1970 werd vastgesteld dat de diverse deelnemers in RCN niet op één lijn zaten. Vermoed werd dat dit ook wel nooit het geval zou worden. Doordat inmiddels in Nederland op grond van prijsverschillen zowel voor de bouw van de kerncentrale Borssele als voor de brandstofstaven was gekozen voor buitenlandse leveranciers, was een eigen reactorindustrie ook niet van de grond gekomen. RCN zou zich moeten gaan toeleggen op onderzoek naar kernfusie. Vanaf 1976 gingen ook niet-nucleaire vormen van het opwekken van energie tot het werkterrein behoren; de naam van RCN werd toen gewijzigd in Energieonderzoek Centrum Nederland (ECN). De drijvende krachten achter deze diversificatie waren de ministers Lubbers van Economische Zaken en Trip voor Wetenschapsbeleid.
Het Reactor Centrum Nederland was en is een van de zes centra in de wereld die medische isotopen  maken voor onder meer radiotherapie. Vijf van deze zes centrales, waaronder Petten, zijn verouderd, maar geen van hen kan worden gemist.